# Dinophasma kinabaluense
Dinophasma kinabaluense är en insektsart som beskrevs av Bragg 200. Dinophasma kinabaluense ingår i släktet Dinophasma och familjen Aschiphasmatidae. Inga underarter finns listade i Catalogue of Life.